# Вустер (Вермонт)
Вустер (англ. Worcester) — місто (англ. town) в США, в окрузі Вашингтон штату Вермонт. Населення — 964 особи (2020).

## Демографія
Згідно з переписом 2010 року, у місті мешкало 998 осіб у 390 домогосподарствах у складі 281 родини. Було 445 помешкань
Расовий склад населення:
| - 95,9 % — білих - 1,1 % — чорних або афроамериканців - 1,0 % — корінних американців - 0,2 % — азіатів |

До двох чи більше рас належало 1,4 %. Частка іспаномовних становила 0,7 % від усіх жителів.
За віковим діапазоном населення розподілялося таким чином: 21,9 % — особи молодші 18 років, 65,5 % — особи у віці 18—64 років, 12,6 % — особи у віці 65 років та старші. Медіана віку мешканця становила 43,2 року. На 100 осіб жіночої статі у місті припадало 100,8 чоловіків;  на 100 жінок у віці від 18 років та старших — 96,7 чоловіків також старших 18 років.
Середній дохід на одне домашнє господарство  становив 69 344 долари США (медіана — 49 167), а середній дохід на одну сім'ю — 78 638 доларів (медіана — 58 889). Медіана доходів становила 47 935 доларів для чоловіків та 44 167 доларів для жінок. За межею бідності перебувало 8,4 % осіб, у тому числі 16,2 % дітей у віці до 18 років та 0,0 % осіб у віці 65 років та старших.
Цивільне працевлаштоване населення становило 505 осіб. Основні галузі зайнятості: освіта, охорона здоров'я та соціальна допомога — 29,7 %, науковці, спеціалісти, менеджери — 9,7 %, будівництво — 9,3 %, виробництво — 9,1 %.